# 처음엔 아메리카노
처음엔 아메리카노는 대한민국 가수 천상지희 다나&선데이의 With Coffee Project - Part 1 디지털 싱글 앨범이다. 2011년에 발매되었다. 타이틀곡은 《처음엔 아메리카노》이다.

## 수록곡
1. 처음엔 아메리카노